# Паника (Бузулукский район)
Пани́ка — посёлок в Бузулукском районе Оренбургской области России.Входит в состав Колтубановского поссовета.

## География
Посёлок расположен в Бузулукском бору, у реки Боровка.   

## История
образован в первой половине XIX века.
До 2014 года входил в состав муниципального образования сельского поселения Боровой сельсовет. После его упразднения — в Колтубановском поссовете.

## Население
| 2003 | 2010 |
| ---- | ---- |
| 99   | ↘74  |

## Достопримечательности
Рядом с посёлком находится Паникинский Яр — левобережный обрыв Боровки в Партизанском лесничестве с обнажением коренных отложений аргиллитов, алевролитов, мергелей и сероцветных песчаников.

## Транспорт
Остановка общественного транспорта «Паника». 